# ジェリー・エッティンガー
エッティンガー（G Ettinger Limited）は、イギリスを代表する高級レザーブランドである。
特にブライドルレザー・グッズが有名で、世界中で販売されている。

## 概要
1934年にイングランドで創業。ロンドンに拠点を置く。バーミンガムから北西15キロに位置するウォルソールに工場がある。
1934年にGerry Ettingerによって設立された同社は、ファミリー企業であり、現在はその長男であるRobert Ettingerによって運営されている。
数少ないメイド イン イングランドの高級レザーグッズメーカーの1つで、最高級のレザーを使用した製品をハンドメイドで作り続けている。 1996年には、チャールズ王子より英国王室御用達（ロイヤルワラント）の栄誉を授かった。